# Gura Crivățului
Gura Crivățului – wieś w Rumunii, w okręgu Prahova, w gminie Mănești. W 2011 roku liczyła 145 mieszkańców.